# Aglaia macrostigma
Aglaia macrostigma là một loài thực vật]] thuộc họ Meliaceae. Đây là loài đặc hữu của Malaysia.